# Gora Kolosovskogo
Gora Kolosovskogo är ett berg i Antarktis. Det ligger i Östantarktis. Norge gör anspråk på området. Toppen på Gora Kolosovskogo är 1 786 meter över havet.
Terrängen runt Gora Kolosovskogo är varierad.  Trakten är obefolkad. Det finns inga samhällen i närheten.